# Maïmouna Doucouré
Maïmouna Doucouré (Parijs, 1985) is een Frans-Senegalese regisseur en scenarioschrijver. Haar korte film Maman(s) won prijzen op internationale filmfestivals. Voor haar eerste speelfilm Mignonnes (Engelse titel Cuties) won ze op het Sundance Film Festival 2020 de prijs voor beste regie in de categorie World Cinema.

## Biografie
Maïmouna Doucouré is geboren en groeide op in Parijs. Haar ouders kwamen kwamen beiden uit Senegal. Ze behaalde een bachelordiploma in biologie aan de Universiteit van Parijs. Tijdens haar studie volgde zo ook  dramalessen bij de actrice Hélène Zidi.
Haar eerste zelfgeproduceerde korte film Cache-cache werd uitgebracht in 2013. Hiermee won ze de derde prijs in de categorie korte film en de jury prijs in het Génération Court-festival in Aubervilliers. .
Doucouré's tweede film, Maman(s), werd op meer dan 200 festivals vertoond en won bijna 60 internationale prijzen, waaronder de Best International Short Film Award op het Sundance Film Festival, de Grote Prijs op het Toronto Festival en de Grote Prijs van CinéBanlieue. Maman(s) werd bekroond met de César 2017 voor beste korte film. Het vertelt het verhaal van Aida, een kind dat in haar familie te maken krijgt met polygamie. Geconfronteerd met het leed van haar moeder besluit het meisje zich te ontdoen van de nieuwe vrouw van haar vader. Maimouna Doucouré heeft zich voor dit verhaal laten inspireren door haar eigen leven.
In januari 2017 ontving Doucouré de Sundance Global Filmmaking Award voor haar speelfilmproject Mignonnes. Met deze steun kon Mignonnes in augustus 2020 worden uitgebracht. De film gaat over de 11-jarige Amy, een meisje uit een Senegalese immigrantenfamilie in Parijs, die zich aansluit bij een dansgroepje bestaande uit meisjes van dezelfde leeftijd. Voor een danswedstrijd studeren ze een nummer in waarin ze twerken en sexy poses innemen. De film gaat zowel over hoe Amy klem zit tussen twee culturen, als over de hyperseksualisatie van jonge meisjes. De film won op het Sundance Film Festival 2020 de prijs voor beste regie in de categorie World Cinema. Mignonnes  werd door filmcritici overwegend positief ontvangen.
Voor de release van Mignonnes (Engelse titel: Cuties) op Netflix werd een andere poster en trailer gebruikt dan bij de oorspronkelijke release in Frankrijk. Op de Netlfix poster nemen de meisjes in hun danskostuum enigszins uitdagende poses in, terwijl ze op de oorspronkelijke poster in gewone kleren vrolijk over straat lopen. Op sociale media werden de Netflix poster en promotietrailer, maar ook de film zelf, zwaar bekritiseerd. Netflix en Doucouré werd verweten dat ze zich medeplichtig maakten aan dat wat de film aan de kaart had willen stellen: het seksualiseren van jonge meisjes. Netflix verontschuldigde zich bij het publiek en bij Doucouré en verving de controversiële poster en trailer. Doucouré heeft verklaard dat ze doodsbedreigingen heeft ontvangen naar aanleiding van de kritiek op sociale media.
In 2022 verscheen haar film Hawa, over een albino meisje uit een Senegalese familie. Zij woont met haar oma in Parijs en wil geadopteerd worden door Michelle Obama.

## Filmografie
- 2013 : Cache-cache (korte film)
- 2015 : Maman(s) (korte film)
- 2020 : Mignonnes
- 2022 : Hawa

- Bibliothèque nationale de France: cb17756952j (data)
- International Standard Name Identifier: 0000 0004 6879 2630
- Système universitaire de documentation: 253747309
- Virtual International Authority File: 3005153653284555900008